# العلاقات النرويجية الأيرلندية
العلاقات النرويجية الأيرلندية هي العلاقات الثنائية التي تجمع بين النرويج وجمهورية أيرلندا.

## مقارنة بين البلدين
هذه مقارنة عامة ومرجعية للدولتين:
| وجه المقارنة                                              | النرويج                                                   | جمهورية أيرلندا                                       |
| --------------------------------------------------------- | --------------------------------------------------------- | ----------------------------------------------------- |
| المساحة (كم2)                                             | 385.21 ألف                                                | 70.27 ألف                                             |
| عدد السكان (نسمة)                                         | 5.33 مليون                                                | 4.76 مليون                                            |
| الكثافة السكانية (ن./كم²)                                 | 13.84                                                     | 67.74                                                 |
| العاصمة                                                   | أوسلو                                                     | دبلن                                                  |
| اللغة الرسمية                                             | بوكمول، لغات السامي، نينوشك، اللغة النرويجية              | اللغة الأيرلندية، لغة إنجليزية، الإنجليزية الأيرلندية |
| العملة                                                    | كرونة نروجية                                              | جنيه أيرلندي، يورو، عملات اليورو الأيرلندية           |
| الناتج المحلي الإجمالي (بليون دولار)                      | 398.83 مليار                                              | 333.73 مليار                                          |
| الناتج المحلي الإجمالي (تعادل القوة الشرائية) بليون دولار | 322.23 مليار                                              | 318.16 مليار                                          |
| الناتج المحلي الإجمالي الاسمي للفرد دولار أمريكي          | 74.40 ألف                                                 | 61.13 ألف                                             |
| الناتج المحلي الإجمالي للفرد دولار أمريكي                 | 65.61 ألف                                                 |                                                       |
| مؤشر التنمية البشرية                                      | 0.944                                                     | 0.916                                                 |
| رمز المكالمات الدولي                                      | +47                                                       | +353                                                  |
| رمز الإنترنت                                              | .no                                                       | .ie                                                   |
| المنطقة الزمنية                                           | ت ع م+01:00، ت ع م+02:00، توقيت وسط أوروبا، أوروبا/أوسلو ‏ | 00، ت ع م+01:00، أوروبا/دبلن ‏                         |

## منظمات دولية مشتركة
يشترك البلدان في عضوية مجموعة من المنظمات الدولية، منها:
| علم المنظمة | اسم المنظمة                               | تاريخ انضمام النرويج | تاريخ انضمام جمهورية أيرلندا |
| ----------- | ----------------------------------------- | -------------------- | ---------------------------- |
|             | وكالة الفضاء الأوروبية                    | 30 ديسمبر 1986       | ?                            |
|             | بنك التنمية الآسيوي                       | 1966                 | 2006                         |
|             | وكالة ضمان الاستثمار متعدد الأطراف        | 9 أغسطس 1989         | 27 أكتوبر 1989               |
|             | منظمة التعاون الاقتصادي والتنمية          | ?                    | ?                            |
|             | الأمم المتحدة                             | 27 نوفمبر 1945       | 14 ديسمبر 1955               |
|             | الوكالة الدولية للطاقة                    | ?                    | ?                            |
|             | الفريق المعني برصد الأرض                  | ?                    | ?                            |
|             | Nordic Battlegroup ‏                       | ?                    | ?                            |
|             | منظمة حظر الأسلحة الكيميائية              | ?                    | ?                            |
|             | منظمة التجارة العالمية                    | 1995                 | ?                            |
|             | منظمة الشرطة الجنائية الدولية             | ?                    | ?                            |
|             | منظمة الأمن والتعاون في أوروبا            | 25 يونيو 1973        | 25 يونيو 1973                |
|             | مؤسسة التنمية الدولية                     | 24 سبتمبر 1960       | 22 ديسمبر 1960               |
|             | نظام تحكم تكنولوجيا القذائف               | 1990                 | 1992                         |
|             | يونسكو                                    | 4 نوفمبر 1946        | 3 أكتوبر 1961                |
|             | مجلس أوروبا                               | 5 مايو 1949          | ?                            |
|             | الاتحاد البريدي العالمي                   | ?                    | ?                            |
|             | البنك الدولي للإنشاء والتعمير             | 27 ديسمبر 1945       | 8 أغسطس 1957                 |
|             | المنظمة الهيدروغرافية الدولية             | ?                    | ?                            |
|             | الاتحاد الدولي للاتصالات                  | 1866                 | 8 ديسمبر 1923                |
|             | مؤسسة التمويل الدولية                     | 20 يوليو 1956        | 11 سبتمبر 1958               |
|             | المنظمة الأوروبية لسلامة الملاحة الجوية   | 1994                 | 1965                         |
|             | المركز الدولي لتسوية المنازعات الاستشارية | 15 سبتمبر 1967       | 7 مايو 1981                  |
|             | مجموعة أستراليا                           | 1986                 | 1985                         |
|             | مجموعة الموردين النوويين                  | ?                    | ?                            |

## أعلام
هذه قائمة لبعض الشخصيات التي تربطها علاقات بالبلدين:
- سين ماكديرمونت (لاعب كرة قدم أيرلندي، 30 مايو 1993[27] – )
- شون سورينسن (لاعب كرة مضرب أيرلندي، 11 ديسمبر 1955 – )
- لوك سورنسن (لاعب كرة مضرب أيرلندي، 7 يناير 1985 – )

## وصلات خارجية
- موقع وزارة الخارجية النرويجية
- موقع وزارة الخارجية الأيرلندية